# Mária Kobelová
Mária Kobelová (* 3. února 1992) je designérka a šperkařka. Její tvorba kombinuje moderní design s tradičním řemeslem a vyznačuje se organickými tvary šperků ze zlata a stříbra, popřípadě i drahých kamenů, do jejichž designu vyobrazuje myšlenky a emoce.

## Vzdělání a tvorba
Studovala obor klenotnictví Soukromé škole užitkového výtvarnictví v Kremnici, poté v ateliéru kovu a šperku a ateliéru keramiky na Fakultě designu a umění Ladislava Sutnara Západočeské univerzity v Plzni. Byla součástí keramické dílny Nalejto.
Za svou kariéru vytvořila následující kolekce:
- 2016: Epi – kolekce vibračních šperků inspirovaných tématem epilepsie[5], která vznikla jako bakalářská práce autorky[6]
- 2017: I Am / Já jsem – set porcelánového a dřevěného nádobí, který vznikl jako diplomová práce autorky[7]
- 2018: Usus – kolekce šperků[8]
- 2020: SOFA – kolekce šperků[9]
- 2020: Euphoria – kolekce šperků[10]
- 2021: Siri – kolekce šperků[11]
- 2022: AARU – kolekce šperků[12]
- 2023: Doux – série jedinečných šperků, dále se rozšiřující jednotlivými zakázkami ve stejném stylu[13]

## Ocenění
- 2023 – Nominace na cenu Designér/ka šperku roku Czech Grand Design za sérii šperků Doux.[14]
- 2023 – Nominace v kategorii Design ankety Vogue Leaders Nejvlivnější ženy.[15]
- 2022 – Nominace na cenu Designér šperku roku Czech Grand Design za kolekci AARU.[16]
- 2020 – Za kolekci Euphoria obdržela cenu festivalu Designblok za Nejlepší kolekci šperků[17] a stala se finalistkou cen Czech Grand Design v kategorii Designér šperku roku[18].
- 2019 – Nominace na cenu Czech Grand Design za kolekce SOFA a Spatula.[19]
- 2016 – Zvítězila v soutěži pro Český národní tým kuchařů a cukrářů s originální porcelánovou sadou nádobí.[20]